# Ritratto di giovane (Raffaello)
Il Ritratto di giovane è un dipinto a olio su tavola (54x39 cm) di Raffaello Sanzio, databile al 1503-1504 circa e conservato nel Museo di belle arti a Budapest.

## Storia
L'opera è spesso associata al ritratto di Pietro Bembo eseguito da Raffaello e menzionato in una lettera del patrizio veneziano e collezionista d'arte Marcantonio Michiel del 1530, in cui la cita tra le opere viste proprio in casa del Bembo a Padova. Più recentemente, il personaggio ritratto da Raffaello è stato identificato con il giovane cardinale Ippolito d'Este, sulla base del confronto con un altro ritratto recante un riferimento all'Este, passato in asta a Vienna
Già facente parte della collezione Esterházy, pervenne al museo nel 1820 con attribuzione a Bernardino Luini. Viardot (1884) assegnò per primo l'opera a Raffaello, seguito da Passavant, Morelli (1886) e Pulzky (1896).
La critica moderna ha accettato l'attribuzione al Sanzio, tuttavia con alcune riserve, in particolare di Berenson, Ortolani e Brizio, e con una datazione che si aggira attorno al 1504 o a un periodo immediatamente successivo.

## Descrizione
Il protagonista è ritratto di tre quarti a metà figura, oltre un parapetto di derivazione fiamminga (filtrata dai modi del Perugino), e fissa verso lo spettatore accennando un sorriso. Per far apparire le mani sul parapetto compie un piegamento del braccio piuttosto innaturale e nella destra tiene un foglietto arrotolato (come il personaggio nel cosiddetto Ritratto del Perugino). Indossa una berretta rossa che lascia fluire i lunghi capelli castani a incorniciare il viso; indosso ha una mantella nera su una blusa rossa e una camicia bianca, che sporge appena dal colletto.
Il parapetto è un motivo che ebbe un notevole successo fin dalla metà del quattrocento, introdotto da Jan van Eyck e ripreso in Italia da numerosi artisti: esso aveva il compito di mediare tra lo spazio del dipinto e lo spazio reale dell'osservatore, rendendo più plausibile il taglio a mezza figura.
Il paesaggio mostra uno scorcio di colline che si perdono in lontananza, secondo gli schemi della prospettiva aerea, con la veduta di un laghetto, di una strada sinuosa e di un castello arroccato su una collina.

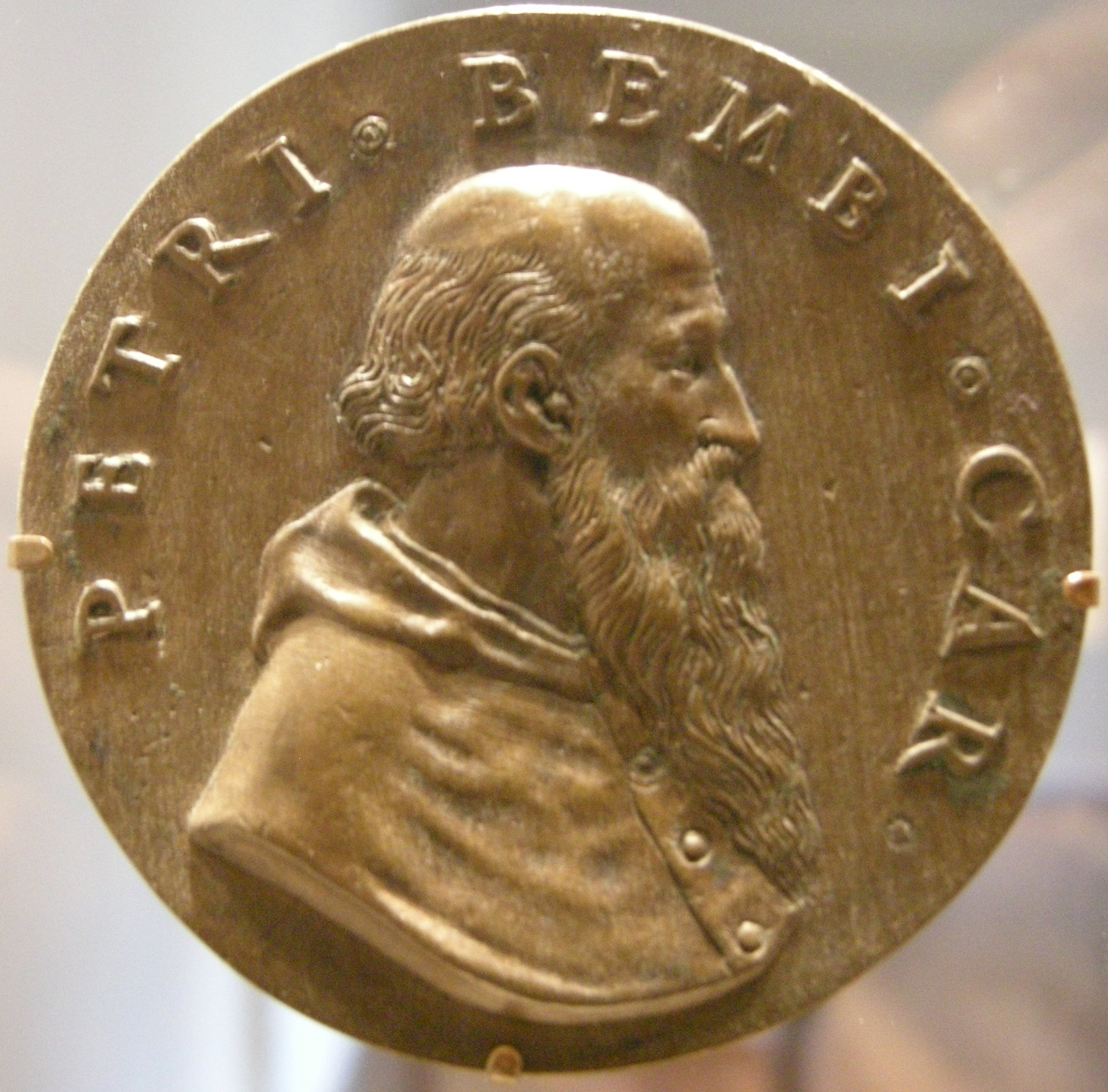
Artista italiano, medaglia di Pietro Bembo, 1538 circa
Tiziano, Ritratto di Pietro Bembo, 1540
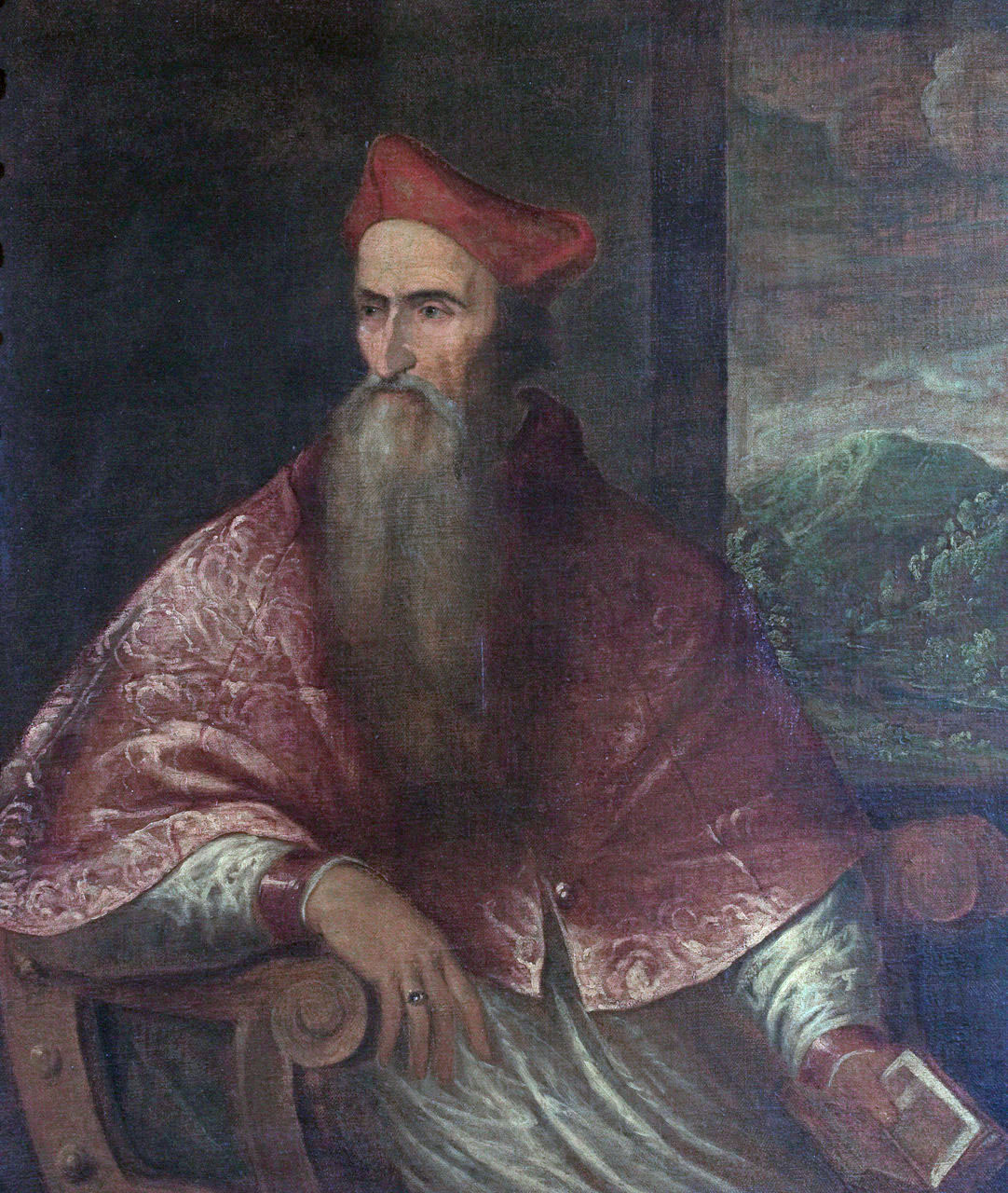
Tiziano, Ritratto di Pietro Bembo anziano, 1545-1546 circa